# ديف بار (لاعب غولف)
ديف بار هو لاعب غولف كندي، ولد في 1 مارس 1952 في كيلونا في كندا.

## وصلات خارجية
- ديف بار على موقع رابطة لاعبي الغولف المحترفين (الإنجليزية)
- ديف بار على موقع التصنيف العالمي الرسمي للغولف (الإنجليزية)